# Ключи (Ачинский район)
Ключи — посёлок в Ачинском районе Красноярского края России. Является административным центром Ключинского сельсовета. Именно здесь в советские времена находился племзавод «Ачинский», славившийся породой свиней «Белая крупная», быков породы «Герефордская» и лошадей «орловской» и «русской рысистой» пород.. Благодаря селекционной работе хозяйство не раз занимало призовые места на ВДНХ.

## География
Посёлок расположен в 13 км к югу от райцентра Ачинск.

## Население
| 1989 | 2002  | 2010  |
| ---- | ----- | ----- |
| 1111 | ↘1049 | ↘1015 |